# Улица Андрея Мовчана
Улица Андрея Мовчана (укр. Вулиця Андрія Мовчана) — улица в Новозаводском районе города Чернигова. Пролегает от улицы Ревуцкого до улицы Длинная, исторически сложившаяся местность (район) Красный Хутор.
Примыкают переулок Андрея Мовчана, улицы Полесская, Василия Прохорского,  Красная, Франко, Мартына Небабы, Широкая, Широкий переулок.

## История
Улицы Андрея Заливчего — в честь украинского политического деятеля и писателя, руководителя вооружённого восстания в Чернигове 13 декабря 1918 года Андрея Ивановича Заливчего — и Делёкая проложены в 1930-е годы. Были застроена индивидуальными домами.
В 1955 году улицы Андрея Заливчего и Делёкая  были объединены в единую улицу Крупской — в честь российской революционерки, советского государственного, партийного, общественного и культурного деятеля Надежды Константиновны Крупской.
12 февраля 2016 года улица получила современное название — в честь участника Евромайдана, Героя Украины, уроженца Черниговщины Андрея Сергеевича Мовчана, согласно Распоряжению городского главы В. А. Атрошенко Черниговского городского совета № 46-р «Про переименование улиц и переулков города» («Про перейменування вулиць та провулків міста»)

## Застройка
Пролегает от ручья Черторыйка в северо-западном направлении, параллельно Любечской и Долгой улицам. Парная и непарная стороны улицы заняты усадебной застройкой. 
Учреждения: нет